# Тріштан Ваш Тейшейра
Трішта́н Ваш Тейше́йра (порт. Tristão Vaz Teixeira, близько 1395—1480) — португальський мореплавець і дослідник, який разом з Жуаном Гонсалвішом Зарку і Бартоломеу Перестрело є офіційним відкривачем і одним з перших поселенців архіпелагу Мадейра (1419—1420). Був засновником і першим капітаном-донатаріо Машіку (північна Мадейра), займався колонізацією острова.

## Біографія
Народився як Тріштан Ваш, додавши ім'я Тейшейра після одруження з Бранкою Тейшейра.
Тріштан був дворянином з дому португальського принца Енріке Мореплавця, разом з ним брав участь у завоюванні Сеути.
Після отримання посади капітана-донатаріо (порт. capitães-donatários) Машіку у північній Мадейрі переселився з родиною на острів і займався його колонізацією. Тим не менш, Тріштан Ваш Тейшейра і далі брав участь у плаваннях уздовж узбережжя Африки, що організовувались принцем Енріке. Зокрема, відома його участь в рейді по пошуку рабів на Африканському узбережжі разом із племінником Жуана Зарко - Алвару Фернандішем в 1445 році, в якій він керував власним кораблем.
Помер у Сілвеші, у похилому віці.

## Відкриття Мадейри (1418—1419рр.)
Позначення островів архіпелагу Мадейра з їх поточними назвами з'являються на деяких європейських середньовічних картах вже з другої половини XIV століття — зокрема їх зображено в Атласі Медічі (1351 р), на Портолані братів Піццингані (1367 р), портолані Гульєма Солера (1380 р) і в Атласі Корбітіс (~1400 р). Вочевидь, якісь випадкові мореплавці вже стикались з цими островами в морі і повідомлення про це були відомі картографам. За часів португальського принца Енріке ці острови були відкриті чи «перевідкриті» португальськими мореплавцями офіційно, системно досліджені і нанесені на карти та було розпочато їх колонізацію європейськими поселенцями.

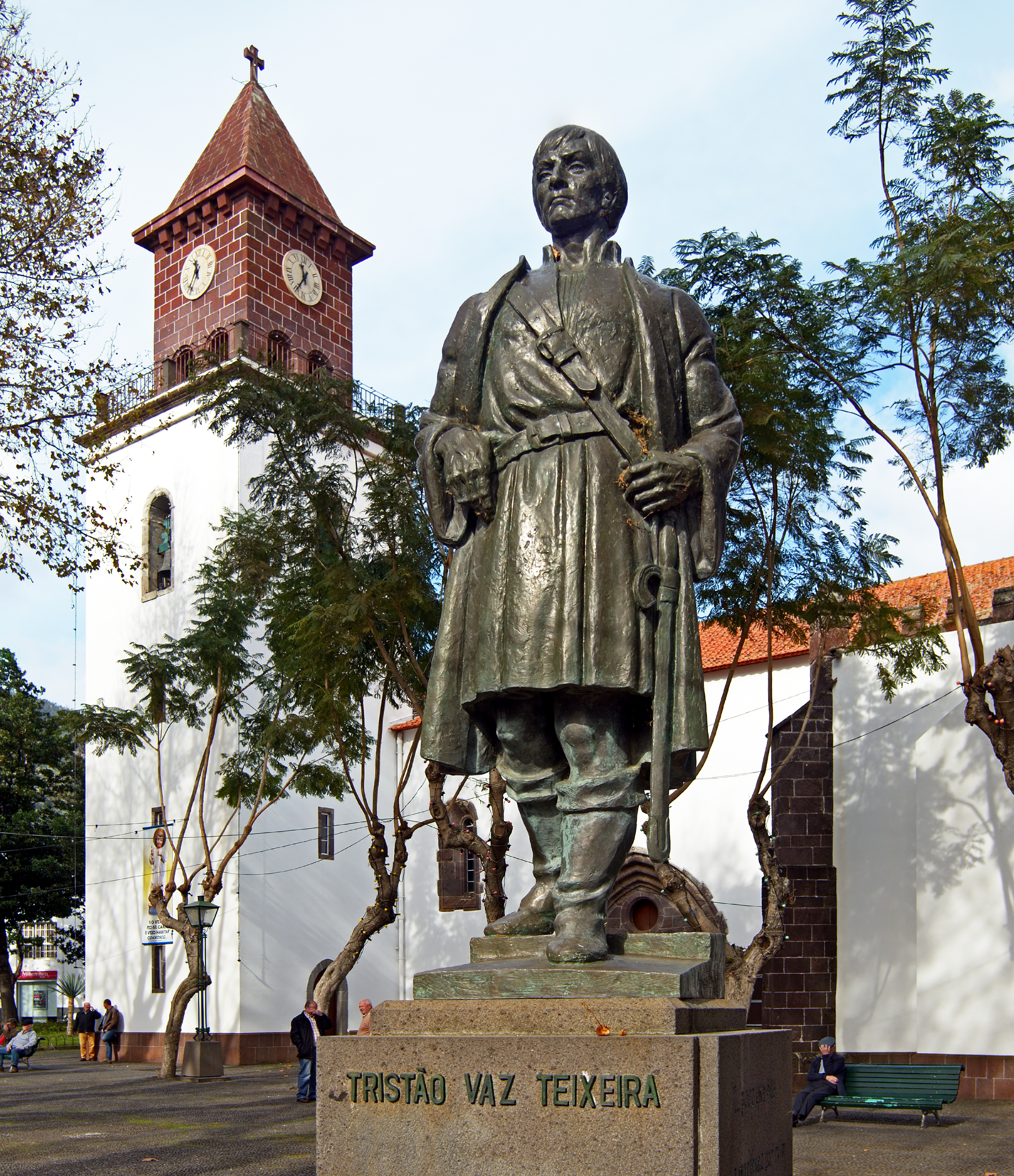
Пам'ятник Тріштану Ваш Тейшейра в Машіку на Мадейрі

Згідно хроніки португальського середньовічного літописця Гоміша Іаніша ді Зурари, в 1418 році Тріштан Ваш Тейшейра, що знаходився на службі у принца Енріке разом із Жуаном Гонсалвішем Зарку був відправлений досліджувати узбережжя Африки. Виконуючи маневр volta do mar під час повернення до Португалії, кораблі Зарко та Тейшейру біли віднесені штормом далі на захід в Атлантичний океан. Випадково вони знайшли порятунок на раніше невідомому їм острові, який мореплавці, що врятувались на острові від смертельної небезпеки назвали Порту-Санту (Свята Гавань). Енріке оголосив нововідкритий (або точніше — перевідкритий) острів власністю португальської корони і наказав колонізувати його. Цілком можливо, що оголошення прав Португалії на архіпелаг Мадейра було відповіддю на намагання Кастилії закріпити її права на Канарські острови. У 1419 році був відкритий сусідній, і значно більший острів — Мадейра і з наступного року розпочалась його систематична колонізація.

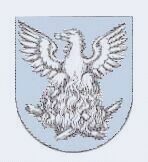
Герб Тріштана Ваш Тейшейри

Після того, як кролики, завезені на Порту-Санто першими переселенцями, розмножились так, що почали знищувати увесь урожай, переселенці перебрались на сусідній острів Мадейра. Мадейра виявилась більш гостинним і придатним для обробки островом, тому з 1425 року за наказом принца Енріке почалась його активна колонізація. Управління Мадейрою було розділене між Зарко та Тріштаном, яких було призначено першими капітанами-донатаріо міст Фуншала та Машіку відповідно. Тріштана було офіційно призначено на посаду капітана-донатаріо Машіку (північної частини Мадейри) 11 травня 1440 року.